# Attaque de la base aérienne K-1 en 2019
 (février 2020).
Si vous disposez d'ouvrages ou d'articles de référence ou si vous connaissez des sites web de qualité traitant du thème abordé ici, merci de compléter l'article en donnant les références utiles à sa vérifiabilité et en les liant à la section « Notes et références ».
L'attaque de la base aérienne K-1 en 2019 était une attaque à la roquette contre la base aérienne K-1 dans la province de Kirkouk, en Irak, survenue le 27 décembre 2019. La base aérienne était l'une des nombreuses bases militaires irakiennes qui hébergent le personnel de l'Opération Inherent Resolve. Elle a été attaquée par plus de 30 roquettes. L'attaque s'est produite pendant la crise américano-iranienne de 2019-2020 et a précédé une série d'événements qui ont finalement amené l'Iran et les États-Unis au bord d'un conflit ouvert.

## Victimes
Selon le général de brigade irakien Ahmed Adnan, chef du renseignement irakien pour la police fédérale à K-1, trois roquettes sont tombées du côté irakien de la base de K-1, une sur la clôture périphérique et environ sept du côté américain. Au moins une a touché un magasin de munitions du côté américain, provoquant une importante explosion secondaire. L'attaque à la roquette a tué un entrepreneur civil américain et blessé quatre militaires américains et deux membres des forces de sécurité irakiennes. Peu de détails de l'attaque ont été immédiatement rendus disponibles et les noms des autres membres du service militaire américain blessés dans l'attaque n'ont pas été divulgués, selon le New York Times.
L'entrepreneur américain qui a été tué, un américano-irakien du nom de Nawres Waleed Hamid vivant à Sacramento, en Californie, travaillait à la base comme linguiste au sein de la société Valiant Integrated Services. Valiant Integrated Services a payé ses funérailles et son enterrement au cimetière musulman du Grand Sacramento, qui a eu lieu le 4 janvier 2020, le lendemain du retour de son corps aux États-Unis. Il était père de deux enfants.

## Conséquences

### Auteurs présumés
Les États-Unis ont blâmé l'attaque de la milice du Kataeb Hezbollah soutenue par l'Iran, citant des preuves et des renseignements militaires qui n'ont pas été rendus publics ou partagés avec les irakiens. Le Kataeb Hezbollah a nié son implication et aucun autre groupe n'a revendiqué la responsabilité de l'attaque. Selon CNN, un responsable américain a déclaré qu'il y avait de nombreuses similitudes avec dix autres attaques à la roquette au cours des mois précédents, qu'ils ont attribuées aux milices soutenues par l'Iran. Selon le général irakien Ahmed Adnan, les enquêteurs américains ont retiré tous les fragments de roquettes et une roquette non explosée du côté irakien de la base, ce qui rend difficile pour les Irakiens de mener une enquête médico-légale indépendante plus approfondie. Selon VOA News et le New York Times, une rampe de lancement pour les roquettes Katioucha a été découverte dans une camionnette blanche désertée près de la base aérienne par le personnel de sécurité irakien. Quatre roquettes qui n'ont pas pu être lancées ont été trouvées dans leurs silos. Les irakiens ont envoyé le pick-up aux forces américaines dans lequel, selon deux responsables américains non identifiés, les enquêteurs américains ont trouvé des preuves dans le camion qui ont permis de l'attribuer au Kataeb Hezbollah. Les responsables ont également cité des communications interceptées distinctes qui auraient montré l'implication du groupe.
Le 6 février 2020, plus d'un mois après l'attaque, le New York Times a rapporté que des responsables militaires et des renseignements irakiens avaient déclaré qu'ils n'avaient aucune preuve directe pour prouver que le Kataeb Hezbollah, qui n'était pas présent dans la province de Kirkouk depuis 2014, était impliqué dans l'attaque. Des responsables irakiens ont suggéré que l'État islamique en Irak et au Levant, un groupe terroriste sunnite, pourrait avoir orchestré l'attaque étant donné que les roquettes ont été lancées à partir d'une partie sunnite de Kirkouk connue pour ses attaques et exécutions menées par le groupe, qui aurait également rendu le territoire hostile à une milice chiite comme le Kataeb Hezbollah. De plus, le fait que l'État islamique en Irak et au Levant avait mené trois attaques relativement près de la base au cours des dix jours précédant l'attaque contre K-1 les rend suspect. Le rapport du New York Times a également mis en évidence des divergences avec les récits irakiens et américains de l'attaque, notamment en ce qui concerne le nombre de roquettes tirées ; les États-Unis ont déclaré que 31 roquettes avaient été tirées, plusieurs officiers irakiens à K-1 ont déclaré que 16 avaient été tirés et le général Adnan a déclaré que 11 avaient été tirés.
En février 2020, les États-Unis n'avaient pas encore communiqué leurs informations aux responsables irakiens qui, selon eux, avaient lié l'attaque à la milice. Les responsables des renseignements irakiens ont déclaré qu'il était difficile d'évaluer les affirmations américaines sans voir leurs renseignements. Selon des responsables américains, bien qu'ils coopèrent étroitement aux efforts de lutte contre le terrorisme, les États-Unis ne partagent pas toujours des renseignements sensibles avec l'Irak en raison de l'influence iranienne et des agents présents au sein du gouvernement central qui pourraient fournir des renseignements aux dirigeants iraniens.

### Réponse des États-Unis
L'attaque de la base aérienne a conduit à une série rapide d'événements au cours de la semaine suivante, à commencer par des représailles américaines en Irak et en Syrie, qui ont ciblé cinq installations de stockage d'armes et des lieux de commandement et de contrôle du Kataeb Hezbollah. 25 miliciens sont morts et 55 autres ont été blessés.
Elle a été suivie d'une attaque contre l'ambassade des États-Unis à Bagdad, qui a à son tour entraîné une frappe aérienne américaine près de l'aéroport international de Bagdad, tuant le général iranien Qassem Soleimani et le commandant du Hachd al-Chaabi Abou Mehdi al-Mouhandis.